# 九州グリコ
九州グリコ株式会社（きゅうしゅうグリコ）は、かつて江崎グリコグループにおいて、菓子の製造を手掛けていた企業。

## 概要
前身は1953年3月に操業を開始した江崎グリコ九州工場。江崎グリコグループの工場としては、大阪市にある江崎グリコ大阪工場（現：グリコマニュファクチャリングジャパン大阪工場）に次いで、2番目の歴史を持っていた。2001年12月に九州工場は九州グリコ株式会社へ分社化された。
佐賀市は江崎グリコ創業者である江崎利一の出身地であり、九州グリコは佐賀グリコ乳業（現：グリコマニュファクチャリングジャパン佐賀工場）と共に、地域に根ざした企業として、江崎グリコ九州工場時代からグリコ、ビスコ、チーザ、POs-Caなどの製造を行ってきた。
しかし、設備の老朽化や国内の生産拠点を整理する事に伴い、江崎グリコは2017年8月21日に、九州グリコにおける製造業務を2018年12月に終了し、2019年1月に九州グリコの解散を行う事を発表した。九州グリコの干貝博彦社長は同日に佐賀県庁にて記者会見を行い、「地元の皆様に感謝の思いを忘れることなく、今後も事業を通じて社会貢献したい」とコメントした。
九州グリコは2018年12月24日に最後の出荷が行われ、同年12月31日付で工場は閉鎖された。干貝社長は工場閉鎖に際し、「『キスミント』の生産終了も九州グリコにとって痛手だった」「2018年3月期の売上が2009年3月期の約半分にまで落ち込んでいた」「創業者である江崎利一の生誕の地で愛されてきて光栄だった。お客さまと地元関係者の支援や協力のおかげ」などとコメントした。これにより、佐賀県に所在する江崎グリコグループの工場は、佐賀グリコ乳業（現：グリコマニュファクチャリングジャパン佐賀工場）のみとなった。
九州グリコが製造を行っていた製品は、鳥取グリコ（現：グリコマニュファクチャリングジャパン鳥取工場）などへ移管された。
九州グリコは2019年1月に解散を決議。同年4月22日に清算が結了し、法人格が消滅した。
九州グリコの跡地は2020年11月から解体工事が開始され、2021年秋に解体工事が終了する予定となっている。江崎グリコは跡地利用に関して「売却するか自社で使うか、現時点では未定である」とコメントした一方で、佐賀駅から近い立地条件もあり、「複数の企業から問い合わせがある」とコメントした。

## 工場誘致までの経緯
工場のあった一帯は、戦中に日東航機工業の佐賀工場があった。航空機部品を生産しており、1944年4月には学徒動員を受け入れる軍需工場であったが、終戦後は休業していた。
江崎グリコの進出に際して、佐賀市・佐賀県は500人と見込んだ雇用増加や原料生産による関連産業への波及を期待して誘致運動を展開した。工場誘致条例を制定し、敷地のうち5,400坪の無償提供および残りの買収資金調達に要する金利の一部負担、3年間の市税・県税免除という優遇措置を講じて、1952年2月佐賀市としては戦後初めての企業誘致決定に至った。当時江崎グリコは九州に1つは工場を設ける方針で折衝を行っており、小倉市や八幡市も誘致に乗り出していた。ちなみに、誘致決定後の1952年10月には佐賀駅前広場のロータリーに高さ18 mのグリコの大型広告塔が登場している（交通支障などの理由から1966年6月に撤去）。

## 沿革
- 1953年3月17日 - 江崎グリコ九州工場として操業を開始[11]。
- 2001年12月21日 - 江崎グリコ九州工場を分社化する形で、九州グリコ株式会社を設立。
- 2018年12月31日 - 工場を閉鎖。
- 2019年
  - 1月 - 九州グリコの解散を決議。
  - 4月22日 - 九州グリコの法人格消滅。

## 製造していた主な製品
- グリコ - 1953年～1981年
- ビスコ - 1957年～1982年
- アイスクリーム - 1957年～1972年
- キティランドビスケット - 1982年～1987年
- フレンドベーカリー
- チーザ
- POs-Ca
- キスミント